# أكتن تاون (محطة مترو أنفاق لندن)
أكتون تاون (بالإنجليزية: Acton Town)‏ هي إحدى محطات مترو أنفاق لندن. تقع على خط ديستريكت وبيكاديلي أفتتحت في المنطقة (Zone) رقم 3 أفتتحت في 20 فبراير 1910 كإعادة بناء، الافتتاح الأصلي 1 يوليو 1879. 